# Apple TV Remote
Apple TV Remote（又稱：Remote，前稱：iTunes Remote）是蘋果公司為運行iOS和tvOS裝置開發的應用程式，允許iOS裝置成為Apple TV的遙控器、或在Wi-Fi無線網路的通訊環境下，可以連結iTunes資料庫。

## 專利申請
在 iOS 和Apple TV操作系統中包含此功能的非官方軟件修改以前就存在過，但自 2007 年初美國專利局公佈蘋果在2006 年 9 月 11 日申請了一個「遠程控制功能的媒體播放器」和一個「電腦系統多媒體中心」。

## 外部連結
- （英文）Apple TV Remote全球（页面存档备份，存于）
- （简体中文）Apple TV Remote中國大陸（页面存档备份，存于）
- （繁體中文）Apple TV Remote台灣（页面存档备份，存于）
- （繁體中文）Apple TV Remote香港（页面存档备份，存于）